# 萨洛蒙·卡卢
沙洛文·卡勞（英語：Salomon Kalou，1985年8月5日—），科特迪瓦足球員，司職前鋒、翼鋒。

## 生平

### 球會
卡勞之前曾效力荷蘭聯賽球會飛燕諾，於2002-03年球季被外借至荷蘭中下游球會精英隊，上陣11場取得15個入球。名義上他是前鋒，但同時間也可擔任翼鋒。其後回到飛燕諾，憑著出色表現，獲荷蘭國家隊教練雲巴士頓青睞。由於卡勞無代表科特迪瓦上陣，范·巴斯滕欲為他申請荷蘭籍，以代表荷蘭國家隊出賽。雖然一度對簿公堂，但最後並沒成功。
2006年6月卡勞轉投英超新興冠軍切尔西。雖然陣中他只是後備，但已上陣了20場賽事取得四個入球，在英格蘭聯賽杯第三回合比賽射入一球，為切尔西贏得聯賽杯冠軍奠定基礎。當時他被切尔西領隊摩連奴高度評價，稱讚他是一個勤奮和積極進取的球員。
2007-08年球季卡勞上陣了30場聯賽射入七球，足見年青的他越來越受到重用。
2010年4月25日，卡勞完成了帽子戲法，協助球隊以7-1大勝史篤城。
2012年夏天，卡勞因約滿離開效力6年的切尔西，自由轉會至法國球會里尔。

### 國家隊
在代表荷蘭國家隊失敗後，卡勞選擇了祖國科特迪瓦国家队出賽，參加了2008年北京奧運。

### 個人
萨洛蒙·卡卢有一名兄長──博纳旺蒂尔·卡卢。

## 榮譽
車路士
- 英格蘭超級足球聯賽 冠軍：2009/10年
- 英格蘭足總盃 冠軍：2006/07年、2008/09年、2009/10年
- 英格蘭聯賽盃 冠軍：2006/07年
- 英格蘭社區盾 冠軍：2009年
- 歐洲聯賽冠軍盃 冠軍：2011/12年

個人
- 荷蘭最佳年輕球員：2005年
- 非洲足聯年度最佳青年球員：2008年

## 外部連結
- 車路士官方 卡勞檔案